# Yangming
För andra betydelser, se Yangming (olika betydelser).
Yangming är ett stadsdistrikt i Mudanjiang i Heilongjiang-provinsen i nordöstra Kina.
1. ↑  http://www.geohive.com/cntry/CN-23_ext.aspx